# Santa Teresa del Pachón
Santa Teresa del Pachón är en ort i Mexiko.   Den ligger i kommunen Santiago Papasquiaro och delstaten Durango, i den centrala delen av landet, 900 km nordväst om huvudstaden Mexico City. Santa Teresa del Pachón ligger 1 824 meter över havet och antalet invånare är 131.
Terrängen runt Santa Teresa del Pachón är varierad. Santa Teresa del Pachón ligger nere i en dal. Runt Santa Teresa del Pachón är det glesbefolkat, med 9 invånare per kvadratkilometer. Närmaste större samhälle är San Miguel de Papasquiaro, 2,8 km nordväst om Santa Teresa del Pachón. Trakten runt Santa Teresa del Pachón består i huvudsak av gräsmarker.